# Anoectangium borbonense
Anoectangium borbonense är en bladmossart som beskrevs av Bescherelle 1880. Anoectangium borbonense ingår i släktet Anoectangium och familjen Pottiaceae. Inga underarter finns listade i Catalogue of Life.